# 大化ヤオ族自治県
大化ヤオ族自治県（だいか-ヤオぞく-じちけん）は中華人民共和国広西チワン族自治区河池市に位置するヤオ族自治県。

## 行政区画
- 鎮:大化鎮、都陽鎮、岩灘鎮、北景鎮
- 郷:共和郷、貢川郷、百馬郷、古河郷、古文郷、江南郷、羌圩郷、乙圩郷、板升郷、七百弄郷、雅竜郷、六也郷